# Копотілово
Копоті́лово (рос. Копотилово) — присілок у складі Казанського району Тюменської області, Росія.
Населення — 390 осіб (2010, 451 у 2002).
Національний склад станом на 2002 рік:
- росіяни — 90 %